# 愛德華茲 (紐約州)
愛德華茲（英語：Edwards）是一個位於美國紐約州聖羅倫斯縣的鎮。

## 人口
根據2020年美國人口普查的數據，愛德華茲的面積為132.87平方千米，當中陸地面積為129.86平方千米，而水域面積為3.01平方千米。當地共有人口1015人，而人口密度為每平方千米8人。